# Monghyr
Munger és una ciutat i municipi de l'Índia a l'estat de Bihar capital del districte de Monghyr o Munger. És coneguda com a centre de fabricació d'articles de ferro, armes de focs i espases. Segons el cens de 2001 la població era de 187.311 habitants. Està situada a la riba sud del Ganges.

## Història
La tradició assigna la fundació a Chandra Gupta i s'hauria anomenat aleshores Guptagarh, un nom que s'ha trobat gravat a la roca a Kashtharani Ghat a la cantonada nord-oest del fort. Una taula de plata trobada també al fort el 1780 inclou una inscripció de data incerta on s'esmenta que l'exèrcit de Raja Deb Pal (segle X) van creuar en aquest lloc el riu Ganges per un pont de barques. El seu nom antic sembla que era Madgalpur o Madgalasram, perquè hauria estat la llar de Madgal Muni, un sant eremita hindú; però segons l'Harivansa el nom derivaria d'un tal Madgal Raja, un dels fills de Visvamitra, fill de Gadhi Raja, que va rebre una part dels dominis paterns; segons el doctor Buchanan en una inscripció de vers el segle xi, segurament anterior al Harivansa, el nom apareix com Madgagiri, o "el turó de Madga" i no com a Madgalpuri (La llar de Magdal); no obstant l'existència del sant i del príncep és dubtosa; possiblement el nom original fou Munigriha, la llar de Munig, que es va corrompre a Mungir igual com Rajagriha es va corrompre a Rajgir. Fou conquerida vers el 1198 per Muhammad-i-Bakhtyar Khalji durant la seva conquesta de Bihar i fou una plaça d'importància militar. El príncep Daniyal fill d'Ala al-Din Husain, el rei afganès de Gaur, va restaurar les fortificacions el 1497 i va construir una cambra acorassada sobre la tomba de Shah Nafah, el sant patró musulmà de la ciutat. El 1580 Raja Todar Mai, enviat a combatre els caps bengalís rebels, va fer de Monghyr el seu quarter general; va construir unes fortificacions i la va fer capital d'un sarkar. Shah Shuja, després de ser derrotat per Aurangzeb prop de Khajuha, es va retirar a Monghyr el 1659, i va reforçar les fortificacions per resistir a les forces imperials però quan va saber que Mir Jumla l'havia rodejat i li tallava la retirada, la va abandonar precipitadament en direcció a Jharkhand, a Rajmahal. Al segle següent quan el nawab Mir Kasim Ali va iniciar la guerra contra els britànics, va convertir Monghyr en capital (1763) i va fundar un arsenal supervisat pel seu general armeni Ghurghin (Gregori) Khan; d'aquest arsenal derivà posteriorment la fama de la ciutat en la construcció d'armes. Mir Kasim fou derrotat a Udhua Nullah i va fugir a l'arribada de les tropes britàniques dirigides pel major Adams; el governador de la fortalesa va capitular al cap de dos dies de bombardeig; els banquers hindús de Murshidabad coneguts com els dos Seths, van ser tirats al Ganges acusats d'afavorir la causa britànica. En endavant fou una plaça important dels britànics però no fou capçalera d'estació civil fins al 1812; un regiment de la Companyia Britànica de les Índies Orientals fou establert a la fortalesa. El 1864 es va crear la municipalitat. La població el 1872 era de 59.698 habitants, però va baixar a 55.372 el 1881; el 1891 era de 57.077 habitants però va tenir una gran baixada i el 1901 era de 35.880 habitants a causa d'una plaga que va afectar greument la ciutat que va provocar moltes mort i la fugida de part de la població. El 1903 la població havia tornat a pujar fins a 50.133 habitants. Després del 1971 el nom de Munger va començar a ser utilitzat en preferència a Monghyr, la variant més corrent fins aquella data.